# 毛利親直
毛利 親直（もうり ちかなお）は、長州藩一門家老である吉敷毛利家の14代当主。
父は毛利広悌（ひろやす）。養父は毛利元一。留学中の変名は土肥又一。吉敷毛利家を離籍後は上野五郎と名乗る。

## 生涯
嘉永5年（1852年）、一門阿川毛利熙徳の弟・毛利広悌の四男として生まれる。文久3年（1863年）、一門吉敷毛利家毛利元潔（元一）の養子となる。藩主・毛利敬親より偏諱を受けて親直と名乗る。
慶応2年（1866年）、幕府による第二次長州征討を受けた際に、遊撃隊総督となり、芸州口で幕軍と戦い勝利を収める。慶応3年（1867年）、藩命により福原芳山、河瀬安四郎と供に兵学を学ぶためイギリスに留学する。
明治3年（1870年）、養父元一の隠居により留学先で家督を相続する。明治5年（1872年）、帰国。明治7年（1874年）、病を理由に吉敷毛利家から離籍し、上野五郎と改名（吉敷毛利家の家督は元一が再襲し、元一は改めて重輔を養子に迎えている）。
明治10年（1877年）、西南戦争に幕僚参謀として従軍したが、5月18日に熊本で戦死した。享年26。